# Rotshammer
Koordinaten: 51° 28′ 45″ N, 8° 57′ 44″ O
Rotshammer ist eine Einzelsiedlung in der Gemarkung von Orpethal, einem Ortsteil der Gemeinde Diemelstadt im nordhessischen Landkreis Waldeck-Frankenberg. Sie ging aus einer im späten 16. Jahrhundert errichteten Kupfermühle hervor.

## Geographie
Die Siedlung liegt etwa 1,5 km südlich der Ortslage von Orpethal auf 232 m Höhe am linken Ufer der Orpe, zwischen dem Mühlenberg im Südosten und dem Häringsberg im Nordosten (beide 305 m). In unmittelbarer Nähe endet die von Helmighausen im Westen kommende Kreisstraße K 84 an der hier westlich der Siedlung nach Norden führenden Landesstraße L 3438. Auch mündet dort die Krummbicke in die Orpe.

## Geschichte
Bereits in der zweiten Hälfte des 16. Jahrhunderts wurde die Kupfermühle in Betrieb genommen. Kupfermergel/Kupferschiefer wurde im Raum Marsberg, u. a. auch zwischen Rhoden und Wrexen, abgebaut und in der Umgebung weiterverarbeitet. Der Betrieb scheint im frühen 18. Jahrhundert in einen Eisenhammer umgewandelt geworden zu sein, wie eine Klage der Köhlergemeinde Kohlgrund im Jahre 1733/34 gegen den Betreiber des Hammers wegen dessen Übertragung der Eisensteinfuhren an sogenannte „Ausländer“ nahelegt. Wann genau die Umstellung zum Eisenhammer erfolgte, ist nicht bekannt. Der Betrieb wurde 1787 eingestellt. In der Folge wurden Teile der Anlage zu einer Getreidemühle mit einem Mahlgang und oberschlächtigem Mühlrad umgebaut. Das Wasserrad wurde 1927 durch eine Turbine ersetzt. Im Jahre 1895 lebten dort 25 Menschen in drei Wohnhäusern. Die Mühlengebäude wurden 1913 abgerissen.
Aus archivierten Dokumenten sind die Namen mehrerer Faktoren bzw. Betreiber des ehemaligen Hammerwerks bekannt. Johann Otto Ramspott wird in der ersten Hälfte des 18. Jahrhunderts mehrfach erwähnt. 1748 klagten die Gemeinden Helmighausen und Hesperinghausen gegen den Faktor Eichhorn auf dem Rhoder Hammer wegen Wiederaufrichtung eines durch Wasserflut abgerissenen Stegs am Rhoder Hammer. Und 1781 wurde der Hammermeister Johann Friedrich Pickhard, der wohl bereits den nahen Pickhardshammer betrieb oder von dort stammte, Pächter des Guts auf dem Rhoderhammer, wo dann schon bald der Hammerbetrieb endete.

## Gemeindeentwicklung
Am 8. September 1853 wurde „Rhoderhammer“, auf Anordnung des Fürsten Georg Viktor von Waldeck und Pyrmont, ein Teil der an diesem Tage neu gebildeten Gemeinde Orpethal, gemeinsam mit dem Gut Billinghausen (einschließlich des Billinghäuser Zollhauses) sowie Biggenhammer, Ottenshammer, Pickhardshammer und der Orper Sägemühle.
Zum 31. Dezember 1971 wurde die bis dahin selbständige Gemeinde Orpethal im Zuge der Gebietsreform in Hessen in die Stadt Diemelstadt eingegliedert.